# Devotion (álbum de Newsboys)
Devotion é o décimo primeiro álbum de estúdio da banda Newsboys, lançado a 2 de Novembro de 2004. O estilo do trabalho segue a mesma linha do cd anterior, com ênfase no louvor congregacional moderno.
O disco contou com a participação de diversos artistas do panorama cristão, incluindo Rebecca St. James, Bethel World Outreach Choir, Stuart Garrard dos Delirious? e Jon Ellis dos Tree63.[carece de fontes?]
| Críticas profissionais                                                      | Críticas profissionais |
| Avaliações da crítica                                                       | Avaliações da crítica  |
| Fonte                                                                       | Avaliação              |
| --------------------------------------------------------------------------- | ---------------------- |
| Jesus Freak Hideout                                                         | [ 3 ]                  |
| Cross Rhythms                                                               | [ 4 ]                  |
| Esta tabela precisa de ser acompanhada por texto em prosa. Consulte o guia. |                        |

## Faixas
1. "Devotion – 3:58
2. "I Love Your Ways – 3:41
3. "Presence (My Heart's Desire)" – 3:57
4. "Strong Tower – 4:03
5. "God of Nations" – 3:47
6. "Blessed Be Your Name – 4:34
7. "The Orphan" – 4:05
8. "Landslide Of Love" – 4:23
9. "Name Above All Names" – 3:27
10. "When The Tears Fall – 6:12
11. "Isaiah" - 4:24 [Faixa bónus iTunes]

## Tabelas
Álbum
| Tabela (2004)        | Posição |
| -------------------- | ------- |
| Billboard 200        | 56      |
| Top Christian Albums | 5       |